# William Ferreira
William Ferreira Martínez (Artigas; 25 de febrero de 1983) es un exfutbolista uruguayo, su último equipo fue el Wanderers Fútbol Club.

## Trayectoria
Debutó profesionalmente en Nacional de Uruguay donde formó parte del equipo campeón en el 2002. Dos años después sería traspasado al Centro Atlético Fénix. En el 2006 Ferreira se unió a al Rampla Juniors, pero retorno a Fénix esa misma temporada. En el 2008 jugó en Defensor Sporting donde ganó el título nacional. 
En enero de 2009 fue traspasado al Club Bolívar. En su primera temporada, en la que anotó 16 goles en 21 partidos, ganó el Torneo Apertura boliviano. A su vuelta a Bolivia marca el gol que le dio el título Adecuación 2011 al Club Bolívar en la victoria 2-1 sobre La Paz FC. Al final de aquel año se consagraría por tercera vez consecutiva como el máximo goleador anual de la Liga de Fútbol Profesional Boliviano. En julio de 2012, tras haber acompañado a Bolívar a su clasificación a octavos de final de la Copa Libertadores, firma por el Liverpool FC de su país, donde permanecería por seis meses.
Después de aquel fugaz paso por el fútbol uruguayo vuelve nuevamente a filas del club donde mejores temporadas ha realizado, el Club Bolívar de Bolivia . En el año 2013 alzó el trofeo de campeón del Clausura boliviano como capitán y se consagró goleador del torneo.

## Selección nacional
Fue Internacional con la Selección de Uruguay sub-20 en el  Campeonato Sudamericano Sub-20 de 2003.

## Estadísticas
| Club                              | Temporada           | Liga | Liga | Copas Internacionales | Copas Internacionales | Total | Total |
| Club                              | Temporada           | PJ   | G    | PJ                    | G                     | PJ    | G     |
| --------------------------------- | ------------------- | ---- | ---- | --------------------- | --------------------- | ----- | ----- |
| Nacional · Uruguay                | 2002-04             | 24   | 1    | -                     | -                     | 24    | 1     |
| Nacional · Uruguay                | Total               | 24   | 1    | -                     | -                     | 24    | 1     |
| Fénix · Uruguay                   | 2005-06             | 38   | 13   | -                     | -                     | 38    | 13    |
| Fénix · Uruguay                   | Total               | 38   | 13   | -                     | -                     | 38    | 13    |
| Rampla · Uruguay                  | 2006-07             | 26   | 6    | -                     | -                     | 26    | 6     |
| Rampla · Uruguay                  | Total               | 26   | 6    | -                     | -                     | 26    | 6     |
| Fénix · Uruguay                   | 2007-08             | 10   | 5    | -                     | -                     | 10    | 5     |
| Fénix · Uruguay                   | Total               | 10   | 5    | -                     | -                     | 10    | 5     |
| Defensor Sporting · Uruguay       | 2008                | 27   | 9    | 4                     | 1                     | 31    | 10    |
| Defensor Sporting · Uruguay       | Total               | 27   | 9    | 4                     | 1                     | 31    | 10    |
| Bolívar · Bolivia                 | 2009                | 46   | 29   | -                     | -                     | 46    | 29    |
| Bolívar · Bolivia                 | 2010                | 47   | 33   | 6                     | 1                     | 53    | 34    |
| Bolívar · Bolivia                 | 2011/12             | 35   | 23   | 6                     | 2                     | 41    | 25    |
| Bolívar · Bolivia                 | Total               | 128  | 85   | 12                    | 3                     | 140   | 88    |
| Liverpool · Uruguay               | 2012/13             | 14   | 4    | 6                     | 1                     | 20    | 5     |
| Liverpool · Uruguay               | Total               | 14   | 4    | 6                     | 1                     | 20    | 5     |
| Bolivar · Bolivia                 |                     |      |      |                       |                       |       |       |
| 2012/13                           | 21                  | 17   | 2    | 2                     | 23                    | 19    |       |
| 2013/14                           | 38                  | 28   | 10   | 3                     | 48                    | 30    |       |
| Total                             | 59                  | 45   | 12   | 5                     | 71                    | 50    |       |
| Leones Negros · México            | 2014                | 16   | 1    | 0                     | 0                     | 16    | 1     |
| Leones Negros · México            | Total               | 16   | 1    | 0                     | 0                     | 16    | 1     |
| Independiente del Valle · Ecuador |                     |      |      |                       |                       |       |       |
| 2015                              | 16                  | 1    | 1    | 0                     | 17                    | 1     |       |
| Total                             | 16                  | 1    | 1    | 0                     | 17                    | 1     |       |
| Bolívar · Bolivia                 |                     |      |      |                       |                       |       |       |
| 2015/16                           | 26                  | 13   | 3    | 2                     | 29                    | 15    |       |
| 2016/17                           | 25                  | 10   | 3    | 0                     | 28                    | 10    |       |
| 2018                              | 33                  | 20   | 6    | 0                     | 39                    | 20    |       |
| Total                             | 84                  | 43   | 12   | 2                     | 97                    | 45    |       |
| Always Ready · Bolivia            | 2019                | 21   | 13   | -                     | -                     | 21    | 13    |
| Always Ready · Bolivia            | Total               | 21   | 13   | -                     | -                     | 21    | 13    |
| Real Tomayapo · Bolivia           | 2021                | 11   | 2    | -                     | -                     | 11    | 2     |
| Real Tomayapo · Bolivia           | Total               | 11   | 2    | -                     | -                     | 11    | 2     |
| Total en su carrera               | Total en su carrera | 463  | 228  | 47                    | 12                    | 510   | 240   |

Estadísticas hasta el 5 d octubre de 2021.

## Palmarés

### Títulos nacionales
| Título           | Club              | País    | Año             |
| ---------------- | ----------------- | ------- | --------------- |
| Primera División | Nacional          | Uruguay | 2002            |
| Primera División | Defensor Sporting | Uruguay | 2007-08         |
| Primera División | Bolívar           | Bolivia | Apertura 2009   |
| Primera División | Bolívar           | Bolivia | Adecuación 2011 |
| Primera División | Bolívar           | Bolivia | Apertura 2013   |
| Primera División | Bolívar           | Bolivia | Apertura 2017   |
| Primera División | Bolívar           | Bolivia | Clausura 2017   |

### Distinciones individuales
| Distinción                                          | Año    |
| --------------------------------------------------- | ------ |
| Goleador de la Segunda División de Uruguay          | 2006   |
| Goleador de la Liga de Fútbol Profesional Boliviano | 2009-A |
| Goleador de la Liga de Fútbol Profesional Boliviano | 2009-C |
| Goleador de la Liga de Fútbol Profesional Boliviano | 2010-A |
| Goleador de la Liga de Fútbol Profesional Boliviano | 2010-P |
| Goleador de la Liga de Fútbol Profesional Boliviano | 2010-C |
| Goleador de la Liga de Fútbol Profesional Boliviano | 2013-A |